# Carrara (Queensland)
Carrara è uno degli ottantuno sobborghi di Città di Gold Coast, una delle Local government area del Queensland, in Australia.

## Geografia
Situata alla periferia occidentale di Gold Coast, a circa 5 km dalla costa, Carrara è situata sul lato meridionale del fiume Nerang, che attraversa l'intera città.

## Storia
Il nome Carrara deriva dal termine aborigeno Karara che significa "lunga pianura", ed è stato utilizzato per la prima volta per identificare l'area dalla Manchester Cotton Company un'azienda manifatturiera del cotone che, nei primi anni sessanta dal XIX secolo, creò una piantagione di cotone sul terreno dove sorge ora il sobborgo.
Nel 1873 l'intera area, assieme a quella di Merrimac, un altro sobborgo situato a sud di Carrara, fu acquistata da Thomas Stephens, un parlamentare del Queensland, il quale nel 1862 era stato anche sindaco di Brisbane, e proprietario di concerie. Dismessa la coltura del cotone, Stephens sfruttò l'area per la pastorizia, costruendo alcuni canali di scarico nelle aree dedicate al pascolo.
Con l'ampliarsi ad ovest, verso l'entroterra, della città costiera di Gold Coast e a sud del sobborgo di Nerang, il 31 marzo del 1979 il consiglio dei toponimi del Queensland definì i confini del territorio poi ufficialmente battezzato come Carrara, il cui vero sviluppo residenziale iniziò nella parte settentrionale a partire dai primi anni 1980.

## Società

### Evoluzione demografica
Stando al censimento del 2016, Carrara aveva all'epoca 12.060 abitanti, di cui il 51,3% era di sesso femminile e il restante 48,7% di sesso maschile. L'età media dei carraresi, di cui il 67,2% era nato in Australia, era di 42 anni, quindi cinque anni superiore alla media nazionale. Dopo l'Australia, gli altri Paesi di provenienza della popolazione erano: Nuova Zelanda (8,3%), Inghilterra (4,8%), Sudafrica (1,3%), Giappone (1,0%) e Cina (0,8%). La lingua madre della popolazione, comunemente parlata dagli abitanti nel loro privato, è nell'83,3% dei casi l'inglese, seguito da giapponese (1,5%), cinese mandarino (1,3%), italiano (0,6%), tedesco (0,5%) e francese (0,5%).

## Educazione
Carrara è la sede dell'Emmanuel College, una scuola cristiana multiconfessionale e indipendente di classe P-12, cioè comprendente classi che vanno dal primo anno di scuola materna all'ultimo grado di scuola secondaria di secondo grado.

## Sport e divertimenti

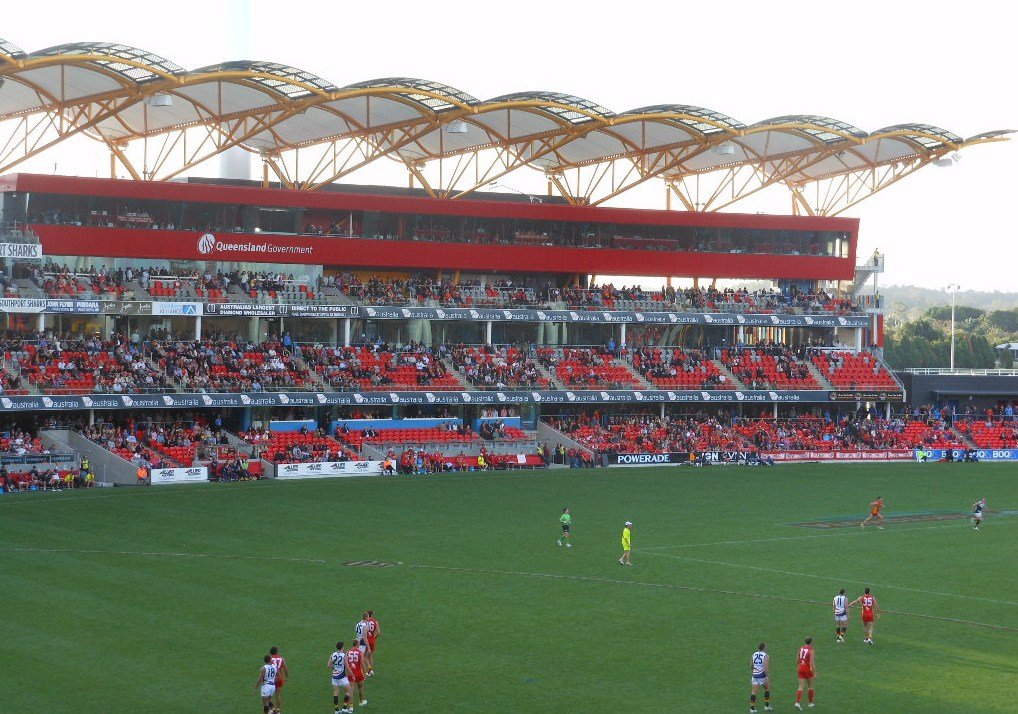
Il Carrara Stadium durante una partita di football australiano tra la squadra di Gold Coast e quella di Adelaide.

La più grande infrastruttura sportiva di Carrara è il Carrara Stadium (conosciuto anche come Metricon Stadium), uno stadio da 40.000 posti costruito originariamente per ospitare partite di cricket e football australiano e poi ampliato per consentire anche lo svolgimento di competizioni di atletica leggera, diventato stadio di casa dei Gold Coast Suns dal 2011.
Oltre allo stadio aperto, a Carrara è presente anche uno stadio al chiuso da 1.600 posti, il Carrara Indoor Stadium, che ospita diversi tipi di eventi, dalle partite di pallacanestro e badminton alle gare di pattinaggio. Entrambi gli stadi fanno parte del Carrara Sports Precinct, un complesso di infrastrutture sportive che è stato ulteriormente ampliato e rinnovato in occasione dei XXI Giochi del Commonwealth, svolti a Gold Coast dal 4 al 15 aprile 2018, le cui cerimonie di apertura e di chiusura sono state ospitate proprio dal Carrara Stadium.
Carrara è poi sede di non meno di cinque campi da golf, tra cui il campo da 18 buche del country club da 50 milioni di dollari di Palm Meadows.
La costruzione del Carrara Sports Precinct ha corrisposto a quella del Carrara Entertainment Precinct, un complesso fieristico diventato sede di diversi festival musicali, tra cui, ad esempio, il Big Day Out.